# برنادت زاگور
برنادت زاگور (مجاری: Zágor Bernadett؛ زادهٔ ۳۱ ژانویهٔ ۱۹۹۰) بازیکن فوتبال اهل مجارستان است.
از باشگاه‌هایی که در آن بازی کرده‌است می‌توان به باشگاه فوتبال فرنتس‌واروش اشاره کرد.
وی همچنین در تیم ملی فوتبال زنان مجارستان بازی کرده‌است.